# NGC 6168
NGC 6168 is een spiraalvormig sterrenstelsel in het sterrenbeeld Hercules. Het hemelobject werd op 21 mei 1884 ontdekt door de Amerikaanse astronoom Lewis A. Swift.

## Synoniemen
- UGC 10434
- MCG 3-42-16
- ZWG 109.28
- IRAS 16291+2017
- PGC 58423